# Horace-François-Bastien Sébastiani
Horace-François-Bastien Sébastiani, comte de la Porta i de l'Imperi (Bastia (illa de Còrsega), 15 de novembre de 1772 - París, 20 de juliol de 1851), va ser un militar i comte francès que va ocupar diversos ministeris durant la Monarquia de Juliol. En el terreny militar, assolí el grau de mariscal.

## Biografia
Fill d'un sastre bandejat del seu país pels disturbis civils, es va allistar a l'exèrcit francès i va arribar a sotstinent a l'agost de 1789. Participà com a tinent el 1793 en la repressió dels partidaris de Paoli i dels anglesos; va passar després a l'exèrcit dels Alps, i va ser ascendit a cap d'esquadró després de la Batalla del pont d'Arcole (novembre de 1796) i a cap de brigada en 1799. Unit a Bonaparte, es va associar al cop d'Estat del 18 Brumari.
Després de la batalla de Marengo, on es va batre, va rebre una missió diplomàtica a Turquia i a Egipte (1802). General de brigada el 1803 i general de divisió després d'Austerlitz, on va ser ferit el 12 de desembre de 1803, se li va encarregar de l'ambaixada francesa a Constantinoble; va dirigir la defensa d'aquesta ciutat contra la flota anglesa, que va haver de retirar-se, sent cridat a París arran de la deposició de Selim III el 1807. Va ser agraciat amb el títol de comte.
No va destacar a la guerra d'Espanya, però es va distingir a Esmolensco i a Moscovia, a la campanya de Saxònia, Addicte a la primera Restauració, va tornar a ser-ho de l'emperador durant els Cent Dies; va emigrar a Anglaterra després de la batalla de Waterloo, va tornar a França el 1816 i va quedar a mig sou. Va ser diputat per Còrsega de 1819 a 1824; després, de 1826 a 1830, pel col·legi de Vervins. Va seure als bancs de l'esquerra, va combatre fins al mateix Ministeri Mortignac i va afavorir amb totes les forces l'adveniment al tron del duc d'Orleans, del qual era confident. Fins a 1835 va seguir representant al col·legi de Vervins, i després va tornar a representar el primer Col·legi de Còrsega fins a la fi del règim. Fou ministre de Marina primer i després de Negocis estrangers; fustigat per l'esquerra a propòsit dels assumptes de Polònia (15 de setembre de 1831), va deixar escapar una frase desgraciada, massa favorable a l'autòcrata rus, i de la qual l'oposició va fer la frase "històrica"; "L'ordre regna a Varsòvia".
Dimissionari l'11 d'octubre de 1832, fou ministre sense cartera des del 22 de març de 1833 a l'1 d'abril de 1834, després ambaixador a Nàpols (3 d'abril) i, finalment, a Londres (7 de gener de 1835) al 7 de febrer de 1840), lloc en què llavors li va succeir François Guizot. d'apoplexia, va sobreviure encara quatre anys a la seva filla, Françoise, duquessa de Praslina, assassinada pel seu gendre, el duc de Praslin.